# کدریک براون
کدریک براون (انگلیسی: Kedrick Brown؛ زادهٔ ۱۸ مارس ۱۹۸۱) بازیکن بسکتبال اهل ایالات متحده آمریکا است.

## حرفه
از باشگاه‌هایی که در آن بازی کرده‌است می‌توان به بوستون سلتیکس و فیلادلفیا سونتی‌سیکسرز اشاره کرد.